# Kish Khodro
Kish Khodro Company ist ein iranischer Hersteller von Kraftfahrzeugen.

## Unternehmensgeschichte
Das Unternehmen wurde 1998 gegründet. 51 % der Anteile befanden sich damals in privaten Händen. 40 % hielt die Bank für Industrie und Bergbau und die restlichen 9 % das britische Unternehmen BMS Management Consultants International. Mohammed Saffari war damals Präsident und Generaldirektor. Der Hauptsitz befindet sich in Teheran und das Werk auf der Insel Kisch. 2000 begann die Produktion von Automobilen. Der Markenname lautet Kish Khodro.
2000 entstanden 200 Fahrzeuge, im Folgejahr 238 und 2002 300. Für 2003 sind 100 Fahrzeuge überliefert.

## Fahrzeuge
Der Sinad I war das erste Modell. Dies war ein zweitüriger Kombi. Die Karosserie bestand aus Kunststoff. Ein Vierzylindermotor von Renault mit 1600 cm³ Hubraum und 96 kW Leistung trieb die Fahrzeuge an. Die Höchstgeschwindigkeit war mit 187 km/h angegeben.
Im Februar 2001 folgte der überarbeitete Sinad II, der wie alle folgenden Modelle die gleiche Motorisierung hatte.
Das Coupé Sinad III wurde erstmals 2001 auf der Teheran Motor Show präsentiert und ging 2004 in Produktion. Hier ermöglichte der Motor 210 km/h Höchstgeschwindigkeit.
Der Kombi Axon und ein Pick-up wurden 2003 auf der Teheran Motor Show vorgestellt.
2004 folgte der Veek auf Basis des Renault Scénic.